# Polana Malinowe

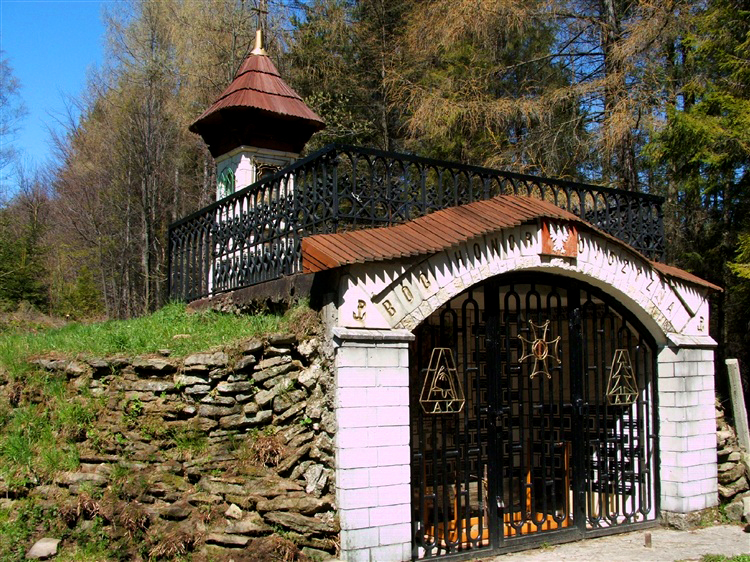
Kapliczka na Hali Malinowej zwana kapliczką Matki Boskiej AK-owskiej

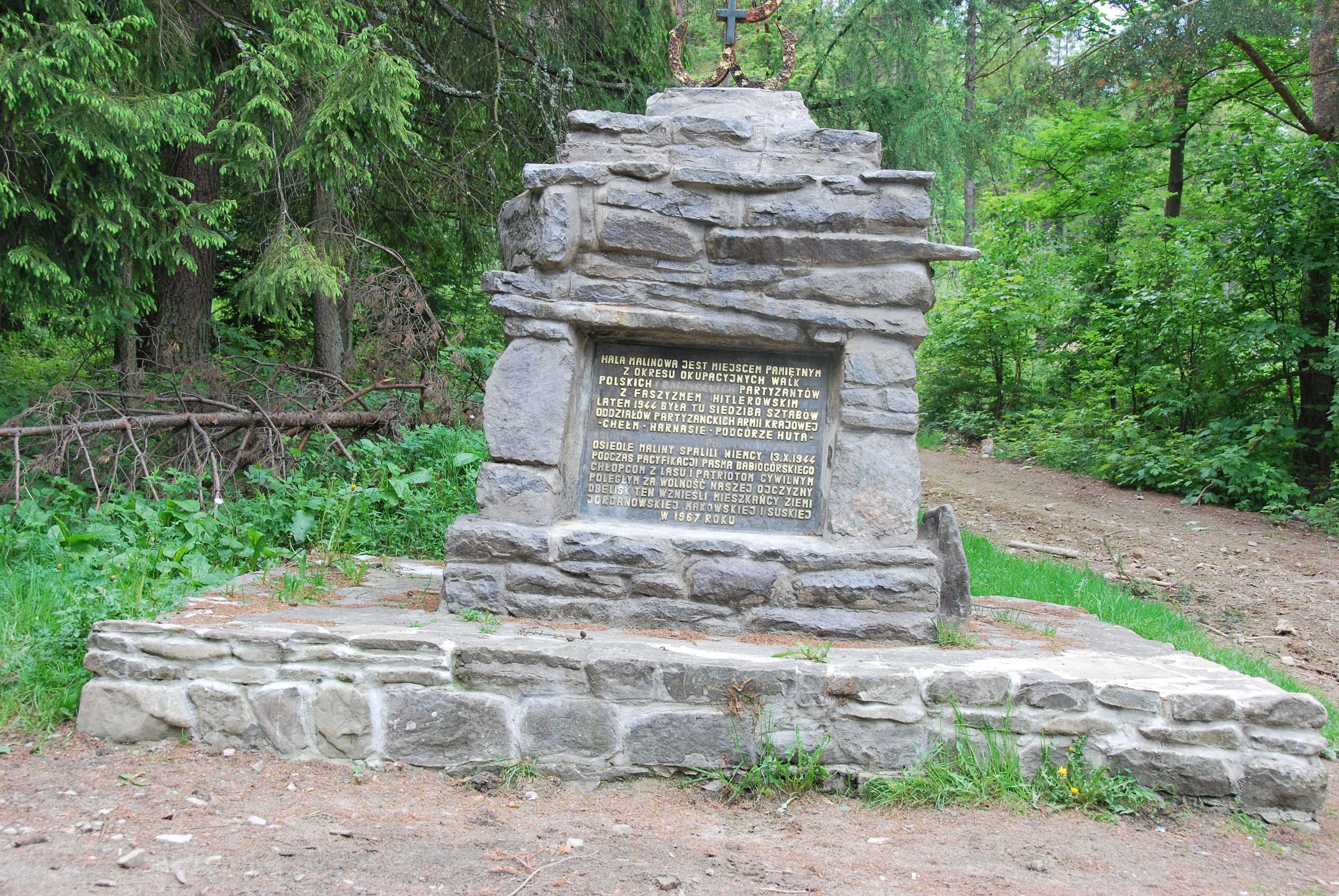
Obelisk upamiętniający pacyfikację przez hitlerowców osiedla Maliny 13 października 1944 roku. Napis został ocenzurowany w późniejszym okresie – usunięto m.in. adnotację dotyczącą radzieckich partyzantów

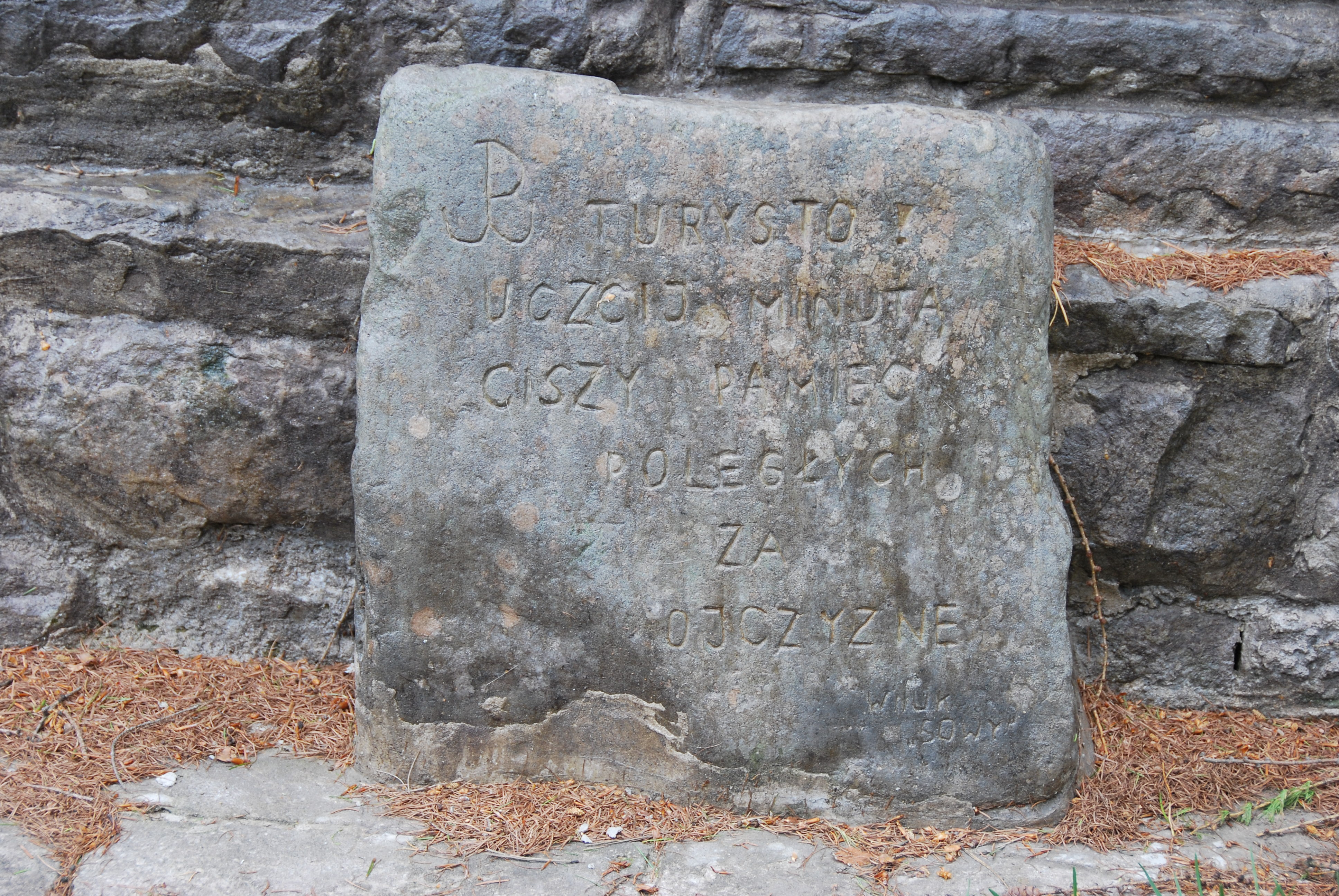
Boczna strona obelisku

Polana Malinowe lub Polana Malinowa – polana na południowych zboczach Pasma Policy, które w regionalizacji fizycznogeograficznej Polski według Jerzego Kondrackiego zaliczane jest do Beskidu Żywieckiego, w nowszej regionalizacji z 2018 roku do Beskidu Żywiecko-Orawskiego. Administracyjnie znajduje się w obrębie wsi Sidzina, w województwie małopolskim, w powiecie suskim, w gminie Bystra-Sidzina.
Polana Malinowe znajduje się na wysokości około 800–840 m na południowym zboczu przełęczy Malinowe. W jej dolnej części wypływa Migasów Potok. Na polanie znajduje się osada Malinowo. Dawniej istniało tutaj składające się z 9 gospodarstw osiedle należące do miejscowości Sidzina. W czasie II wojny światowej było ono zapleczem dla licznych w tym regionie oddziałów partyzanckich. W 1944 kwaterowała na nim 9 kompania górska 12 pułku piechoty Armii Krajowej, oddział „Harnaś” z 3 pułku strzelców podhalańskich AK, a w okolicy działały także oddział AK „Huta Podgórze” i partyzanci radzieccy (Oddział „Borba”). By zlikwidować zagrożenie na tyłach swojego frontu, Niemcy w 1944 na Paśmie Policy urządzili na partyzantów wielką obławę, w której wzięło udział ok. 6 tys. żołnierzy. Partyzantom jednak udało się uciec na słowacką Orawę. Niemcy, by uniemożliwić partyzantom powrót zlikwidowali ich zaplecze, dokonując pacyfikacji kilku osiedli Sidziny, w tym osiedla Malinowo, na którym spalili wszystkie domy. Po wojnie tylko jedna rodzina zdecydowała się na powrót i na nowo wybudowała tutaj swój dom.
16 października 1983 roku na Polanie Malinowej dzięki staraniom dawnych partyzantów AK poświęcono murowaną kapliczkę, nazywaną Kapliczką Matki Boskiej AK-owskiej. Poniżej kapliczki w murowanej grocie znajduje się partyzanckie mauzoleum. Znajduje się w nim wizerunek Matki Bożej, tabliczki z nazwiskami i pseudonimami partyzantów i wiersz patriotyczny.
Na polanie Malinowe istnieje pojedyncze gospodarstwo bez prądu elektrycznego (stan na 2012 r.). Opuszczona przez większość mieszkańców Polana Malinowa stopniowo zarasta lasem. Z jej górnego końca jeszcze roztacza się ograniczona panorama widokowa w kierunku południowym i wschodnim, przy dobrej pogodzie widoczne stąd są Tatry. Przez polanę prowadzi z Sidziny znakowany szlak turystycznym który na grzbiecie Pasma Policy (na przełęczy Malinowe) łączy się z czerwonym Głównym Szlakiem Beskidzkim.
Szlak turystyczny
 Sidzina – Binkówka – Przełęcz Malinowe. Suma podejść 730 m, czas przejścia 1 godz. 45 min.